# Ludovico II di Turingia
Ludovico II di Turingia, noto anche come Luigi II di Turingia, detto il Duro o il Ferrato (Creuzburg, 1128 – Freyburg, 14 ottobre 1172), è stato un nobile tedesco, langravio di Turingia.

## Biografia
Membro della dinastia dei Ludovingi, fondata da Luigi il Barbuto (Ludwig der Bärtige) nel 1031 e succeduta alla precedente dinastia dei Winzenburgi, era figlio di Ludovico I di Turingia e di Edvige di Gudensberg. Sposò Giuditta "Jutta" di Svevia, sorellastra dell'imperatore Federico I Barbarossa, che gli diede due figli, Ludovico III ed Ermanno I.
Durante il regno di Ludovico II la bassa nobiltà turingia spesso abusava e tirannizzava la popolazione. Ludovico cominciò ad intervenire ai danni della corruzione e degli abusi, guadagnandosi il soprannome di Ludovico il Ferrato (in tedesco Ludwig der Eiserne). Secondo una leggenda scritta dal cronachista Johannes Rothe nel 1421, Ludovico stava passeggiando di notte sotto travestimento e trovò riparo presso l'abitazione di un fabbro a Ruhla. Il fabbro espresse la sua collera nei riguardi della nobiltà e Ludovico fu mosso a commozione nell'apprendere la verità. Sempre secondo la leggenda, Ludovico avrebbe arrestato i baroni corrotti e li avrebbe legati ad un aratro al posto degli animali da soma, forzandoli ad arare un campo.
Il castello di Wartburg fu notevolmente espanso sotto la direzione di Ludovico. Nel 1184 fece costruire la rocca di Creuzburg.
I Ludovingi erano storicamente in ottimi rapporti con gli Hohenstaufen, così come Ludovico era amico dell'illustre cognato, il Barbarossa, divenuto imperatore nel 1155. Combatterono insieme il ribelle Enrico il Leone. Nel 1170 Ludovico e il Barbarossa partirono per una breve spedizione in Polonia. Appena rientrato si ammalò e dopo una lunga malattia morì il 14 ottobre 1172 nel castello di Neuenburg, a Freyburg. Come tutti i langravi turingi, fu sepolto nel monastero di Reinhardsbrunn, a Friedrichroda.

## Famiglia e figli
Sposò Giuditta "Jutta" di Svevia, sorellastra dell'imperatore Federico I Barbarossa. Essi ebbero due figli:
- Ludovico III (1151–1190), suo successore;[1]
- Ermanno I (1155 circa – 1217);[1]
- Enrico Raspe III (1155 circa – 18 luglio 1217), conte di Gudensberg;[1]
- Federico (1155 circa – dopo il 5 settembre 1229), conte di Ziegenhain; sposò Liutgarda di Ziegenhain, figlia di Gozmaro III di Ziegenhain; essi ebbero come figli Luigi, Sofia (che sposò Burcardo V di Querfurt) e Giuditta (che sposò Federico II di Brehna);[1]

- Giuditta, che sposò Ermanno II, conte di Ravensberg;[1]

- Sofia, che sposò Bernardo di Sassonia.[senza fonte]

## Ascendenza
|                              |   |                                     | Genitori                           |  |  | Nonni |  |  | Bisnonni         |  |  | Trisnonni |  |
|                              |   |                                     |                                    |  |  |       |  |  | Luigi il Barbuto |  |  | …         |  |
|                              |   |                                     |                                    |  |  |       |  |  | Luigi il Barbuto |  |  | …         |  |
|                              |   | …                                   |                                    |  |  |       |  |  | Luigi il Barbuto |  |  |           |  |
| Luigi il Saltatore           |   |                                     |                                    |  |  |       |  |  | Luigi il Barbuto |  |  |           |  |
|                              |   | Cecilia di Sangerhausen             | Bertoldo di Sangerhausen           |  |  |       |  |  |                  |  |  |           |  |
|                              |   | Cecilia di Sangerhausen             | Bertoldo di Sangerhausen           |  |  |       |  |  |                  |  |  |           |  |
|                              |   | Cecilia di Sangerhausen             | Gisella di Brunswick               |  |  |       |  |  |                  |  |  |           |  |
| Ludovico I di Turingia       |   | Cecilia di Sangerhausen             |                                    |  |  |       |  |  |                  |  |  |           |  |
|                              |   | Lotario Udo II della marca del Nord | Lotario Udo I della marca del Nord |  |  |       |  |  |                  |  |  |           |  |
|                              |   | Lotario Udo II della marca del Nord | Lotario Udo I della marca del Nord |  |  |       |  |  |                  |  |  |           |  |
|                              |   | Lotario Udo II della marca del Nord | Adelaide di Rheinfelden            |  |  |       |  |  |                  |  |  |           |  |
| Adelaide di Stade            |   | Lotario Udo II della marca del Nord |                                    |  |  |       |  |  |                  |  |  |           |  |
|                              |   | Oda di Werl                         | Ermanno III di Werl                |  |  |       |  |  |                  |  |  |           |  |
|                              |   | Oda di Werl                         | Ermanno III di Werl                |  |  |       |  |  |                  |  |  |           |  |
|                              |   | Oda di Werl                         | Richenza di Svevia                 |  |  |       |  |  |                  |  |  |           |  |
| Ludovico II di Turingia      |   | Oda di Werl                         |                                    |  |  |       |  |  |                  |  |  |           |  |
|                              | … | …                                   |                                    |  |  |       |  |  |                  |  |  |           |  |
|                              | … | …                                   |                                    |  |  |       |  |  |                  |  |  |           |  |
|                              | … | …                                   |                                    |  |  |       |  |  |                  |  |  |           |  |
| Giso IV, conte di Gudensberg | … |                                     |                                    |  |  |       |  |  |                  |  |  |           |  |
|                              |   | …                                   | …                                  |  |  |       |  |  |                  |  |  |           |  |
|                              |   | …                                   | …                                  |  |  |       |  |  |                  |  |  |           |  |
|                              |   | …                                   | …                                  |  |  |       |  |  |                  |  |  |           |  |
| Edvige di Gudensberg         |   | …                                   |                                    |  |  |       |  |  |                  |  |  |           |  |
|                              |   | Ruggero II di Bilstein              | …                                  |  |  |       |  |  |                  |  |  |           |  |
|                              |   | Ruggero II di Bilstein              | …                                  |  |  |       |  |  |                  |  |  |           |  |
|                              |   | Ruggero II di Bilstein              | …                                  |  |  |       |  |  |                  |  |  |           |  |
| Cunegonda di Bilstein        |   | Ruggero II di Bilstein              |                                    |  |  |       |  |  |                  |  |  |           |  |
|                              |   | …                                   | …                                  |  |  |       |  |  |                  |  |  |           |  |
|                              |   | …                                   | …                                  |  |  |       |  |  |                  |  |  |           |  |
|                              |   | …                                   | …                                  |  |  |       |  |  |                  |  |  |           |  |
|                              |   | …                                   |                                    |  |  |       |  |  |                  |  |  |           |  |